# Marslev Kirke
Marslev Kirke er en kirke i Marslev Sogn i den nye Kerteminde Kommune (beliggende i det tidl. Langeskov Kommune). Kirken - og landsbyen - er nævnt første gang 1339, da biskop Peder af Odense fastslog, at beboerne i Rågelund skulle søge Åsum Kirke frem for Marslev. Kirken betalte 20 mark under landehjælpen 1524-26. I listerne figurerer den mærkværdigvis under Åsum Herred og ikke Bjerge Herred.
Den nære forbindelse mellem Vejrupgård og kirken er muligvis belyst så tidligt som 1421. Gårdens ejer, Hans Stigsen Ulfeldt lod således kirkedøren udføre 1533 og gården havde en begravelse i koret, der er nævnt første gang 1590.
Under den administrative nyordning af kirken efter reformationen besluttede Christian 3 i 1540, at Marslev og Birkende kirker skulle annekteres og indkorporeres i Gråbrødre Kloster, der herefter skulle forsyne kirkerne med en kapellan. Kirken forblev i Kronens eje frem til 1665, da Bjørn Kaas til Vejrupgård fik skøde på Marslev og Birkende kirker. Kirken forblev knyttet til Vejrupgård frem til overgangen til selveje 1909; en overgang der i øvrigt ikke var uproblematisk,da menighedsrådet forgæves nægtede at modtage kirken.
Kirken har siden i al fald 1540 haft Birkende som annekskirke.

## Bygning
Den stående kirke er formentlig opført omkring o. 1400. Oprindelig bestod denne gotiske kirke af det stående 15,5 m lange skib og et lidt smallere cirka 6 m langt kor, men efter kirken først fik tilføjet et tårn i vest, blev koret nedrevet og afløst af et langhuskor, der nok fra begyndelsen havde funktion af gravkor med en krypt i fuld bredde under sig. Dette stammer nok fra 1500-tallets første del. Desuden er også et våbenhus blevet tilføjet ved tårnets sydside. I midten af 1500-tallet forhøjede man tårnet med et tømret klokkestokværk, der atter blev nedtaget - sikkert i 1600-tallet - og genopført i tegl.
Kirken har erstattet en romansk kirke opført delvis af granitkvadre, delvis af tegl eller rå kamp. Af denne bygning er bevaret sokkelsten med skråkant og en række granitkvadre i skibets nedre skifter og ikke mindst i gravkrypten under koret.

## Inventar
Kirkens middelalderlige inventar omfatter den romanske døbefont, som hører til gruppen af fynske arkadefonte, et fragment af det senmiddelalderlige alterbord (fra langhuskorets opførelse), der er integreret i det nuværende alterbord, og en jernbeslået dørfløj, der blev skænket 1533 af Hans Stigsen Ulfeldt og nu indgår i Nationalmuseets samlinger.
Altertavlen er fra 1592 og har oprindelig stået med indskrifter, enten citater fra Luthers lille katekismus eller fra Bibelen, men da de ikke kunne læses under konserveringen 1912, blev der i stedet anført nye indskrifter med forlæg i Vrejlev Kirkes samtidige skriftaltertavle. Altertavlen hører til en gruppe af fynske baldakinaltertavler, der spiller en fremtrædende rolle i den efterreformatoriske nyindretning af de nordfynske kirker i 1500-tallets sidste årtier. Den er særligt nært beslægtet med Munkebo Kirkes samtidige altertavle, og de kan være udført af samme værksted.
Til altertavlen knytter sig også et maleri af Nadverens Indstiftelse fra o. 1745 og en lille gipskopi efter Bertel Thorvaldsens Kristusstatue til Vor Frue Kirke, København (1821-39), der blev anskaffet 1850 og indsat foran altertavlens storfelt.
En yngre døbefont af sandsten er anskaffet 1643 og har sin mage i annekskirken, Birkende. Prædikestolen er et senbarokt arbejde skænket 1704 af kirkeejerne Hans Brockenhuus von Løwenhielm og Ide Sophie Gersdorff. Kirkens nu ufunktionelle tårnur fra 1778 blev skænket af deres slægtning, major Hans Eriksen Brockenhuus von Løwenhielm. Uret er signeret "NCS" og svarer til det ur fra 1761, der står i Fraugde Kirke.
Under en modernisering af kirken 1887-92 blev stolestaderne og alterskranken fornyede. Det store krucifiks, der hænger i skibet er skåret 2001 af Patrick Jensen, Svendborg.

## Gravminder
Kirkens gravminder omfatter et epitafium fra o. 1690 over sognepræst Hans Bormand, seks gravsten fra o. 1590-1634. Ikke mindst er der en gravkrypt, som ser ud til at være samtidig med den senmiddelalderlige korudvidelse. Krypten blev benyttet af Vejrupgårds skiftende ejere, og selvom dette først er dokumenteret 1590, tyder de to gravsten for Hans Stigsen Ulfeldt og Anne Friis (begge døde 1536), Gertrud Ulfeldt i 1590'erne lod "Odense-monogrammisten" hugge og derefter nedlagde i korgulvet nær kryptens nedgang, på, at hun søgte at eksplicitere kryptens og kirkens historiske tilknytning til Vejrupgård. Krypten blev benyttet frem til 1801 og i den står endnu seks kister.

## Eksterne kilder og henvisninger
- Wikimedia Commons har flere filer relateret til Marslev Kirke
- Marslev Kirke hos KortTilKirken.dk
- Marslev Kirke hos danmarkskirker.natmus.dk (Danmarks Kirker, Nationalmuseet)